# Ugandas riksvapen
Ugandas riksvapen visar en sköld och två korsade spjut på en grön höjd. Höjden symboliserar Ugandas frodiga, gröna växtlighet. På var sin sida av skölden står en ugandisk kob-antilop som symbol för djurrikedom och en östafrikansk krontrana, Ugandas nationalfågel. Skölden och spjuten symoliserar beredskap att försvara landet. På sköldens översta del är Viktoriasjöns vågor. Mitt i skölden är en sol, som symbol för Ugandas strålande soliga dagar. En traditionell trumma för ceremoniella ritualer, dans, och för att kalla till samling, pryder sköldens nedersta del. Nedanför skölden framställs floden Nilen, som har sin källa i Uganda. Vid sidan om floden finner man kaffe och bomull, Ugandas viktigaste jordbruksprodukter. Allra längst ner är Ugandas nationella valspråk For God and my country (För Gud och mitt land).